# Lunegarde
Pour l’article homonyme, voir Lunegarde (film).
Lunegarde est une commune française, située dans le centre du département du Lot en région Occitanie.
Elle est également dans le causse de Gramat, le plus vaste et le plus sauvage des quatre causses du Quercy.
Exposée à un climat océanique altéré, aucun cours d'eau permanent n'est répertorié sur la commune. Incluse dans le bassin de la Dordogne, la commune possède un patrimoine naturel remarquable : un site Natura 2000 (la « zone centrale du causse de Gramat ») et une zone naturelle d'intérêt écologique, faunistique et floristique.
Lunegarde est une commune rurale qui compte 94 habitants en 2022, après avoir connu un pic de population de 327 habitants en 1800.  Elle fait partie de l'aire d'attraction de Gramat. Ses habitants sont appelés les Lunegardais ou  Lunegardaises.
Les  habitants de Lunegarde sont les Lunegardais et les Lunegardaises.

## Géographie

### Communes limitrophes
Les communes limitrophes sont Le Bastit, Durbans, Reilhac et Cœur de Causse.
|           |                | Reilhac |
| Le Bastit | Lunegarde      |         |
|           | Cœur de Causse | Durbans |

### Climat
Pour des articles plus généraux, voir Climat de l'Occitanie et Climat du Lot.
En 2010, le climat de la commune est de type climat océanique altéré, selon une étude s'appuyant sur une série de données couvrant la période 1971-2000. En 2020, Météo-France publie une typologie des climats de la France métropolitaine dans laquelle la commune est toujours exposée à un climat océanique altéré et est dans la région climatique Ouest et nord-ouest du Massif Central, caractérisée par une pluviométrie annuelle de 900 à 1 500 mm, maximale en automne et en hiver.
Pour la période 1971-2000, la température annuelle moyenne est de 11,3 °C, avec une amplitude thermique annuelle de 15,8 °C. Le cumul annuel moyen de précipitations est de 1 054 mm, avec 11,4 jours de précipitations en janvier et 7,3 jours en juillet. Pour la période 1991-2020, la température moyenne annuelle observée sur la station météorologique installée sur la commune est de 12,6 °C et le cumul annuel moyen de précipitations est de 828,1 mm,. Pour l'avenir, les paramètres climatiques de la commune estimés pour 2050 selon différents scénarios d’émission de gaz à effet de serre sont consultables sur un site dédié publié par Météo-France en novembre 2022.
| Mois                                  | jan.           | fév.         | mars          | avril         | mai         | juin          | jui.          | août         | sep.         | oct.          | nov.          | déc.           | année     |
| ------------------------------------- | -------------- | ------------ | ------------- | ------------- | ----------- | ------------- | ------------- | ------------ | ------------ | ------------- | ------------- | -------------- | --------- |
| Température minimale moyenne (°C)     | 1,5            | 1,5          | 4,1           | 6,9           | 9,6         | 13,4          | 15            | 14,9         | 12           | 9,5           | 5,1           | 2,3            | 8         |
| Température moyenne (°C)              | 4,7            | 5,4          | 8,7           | 11,9          | 14,7        | 19            | 21            | 20,8         | 17,5         | 13,9          | 8,5           | 5,5            | 12,6      |
| Température maximale moyenne (°C)     | 7,8            | 9,3          | 13,4          | 16,9          | 19,9        | 24,6          | 27            | 26,6         | 23           | 18,3          | 12            | 8,7            | 17,3      |
| Record de froid (°C) date du record   | −11,3 13.01.03 | −13 09.02.12 | −9,4 01.03.05 | −3,8 07.04.08 | 0 05.05.19  | 3,8 01.06.06  | 8,1 15.07.16  | 7,2 21.08.14 | 2,9 25.09.02 | −4,6 25.10.03 | −7,5 17.11.07 | −10,9 15.12.01 | −13 2012  |
| Record de chaleur (°C) date du record | 18,6 01.01.22  | 23 27.02.19  | 25,5 29.03.23 | 29,4 29.04.05 | 33 21.05.22 | 40,4 27.06.19 | 39,3 24.07.19 | 40 24.08.23  | 36 12.09.22  | 33,4 01.10.23 | 23,5 08.11.15 | 19,3 31.12.21  | 40,4 2019 |
| Précipitations (mm)                   | 83,3           | 58,2         | 71,8          | 78            | 89,3        | 70,4          | 43,1          | 54,9         | 54,5         | 71,9          | 79,3          | 73,4           | 828,1     |

### Milieux naturels et biodiversité

#### Espaces protégés
La protection réglementaire est le mode d’intervention le plus fort pour préserver des espaces naturels remarquables et leur biodiversité associée,.
La commune fait partie du parc naturel régional des Causses du Quercy, un espace protégé créé en 1999 et d'une superficie de 183 039 ha, qui s'étend sur 102 communes du département du Lot. La cohérence du territoire du Parc s’est fondée sur l’unité géologique d’un même socle de massif karstique, entaillé de profondes vallées. Le périmètre repose sur une unité de paysages autour de la pierre et du bâti (souvent en pierre sèche), de l’empreinte des pelouses sèches et du pastoralisme et de l’omniprésence des patrimoines naturels et culturels,. Ce parc a été classé Géoparc en mai 2017 sous la dénomination « géoparc des causses du Quercy », faisant dès lors partie du réseau mondial des Géoparcs, soutenu par l’UNESCO,.
La commune fait également partie de la zone de transition du bassin de la Dordogne, un territoire d'une superficie de 1 880 258 ha reconnu réserve de biosphère par l'UNESCO en juillet 2012,.

#### Réseau Natura 2000

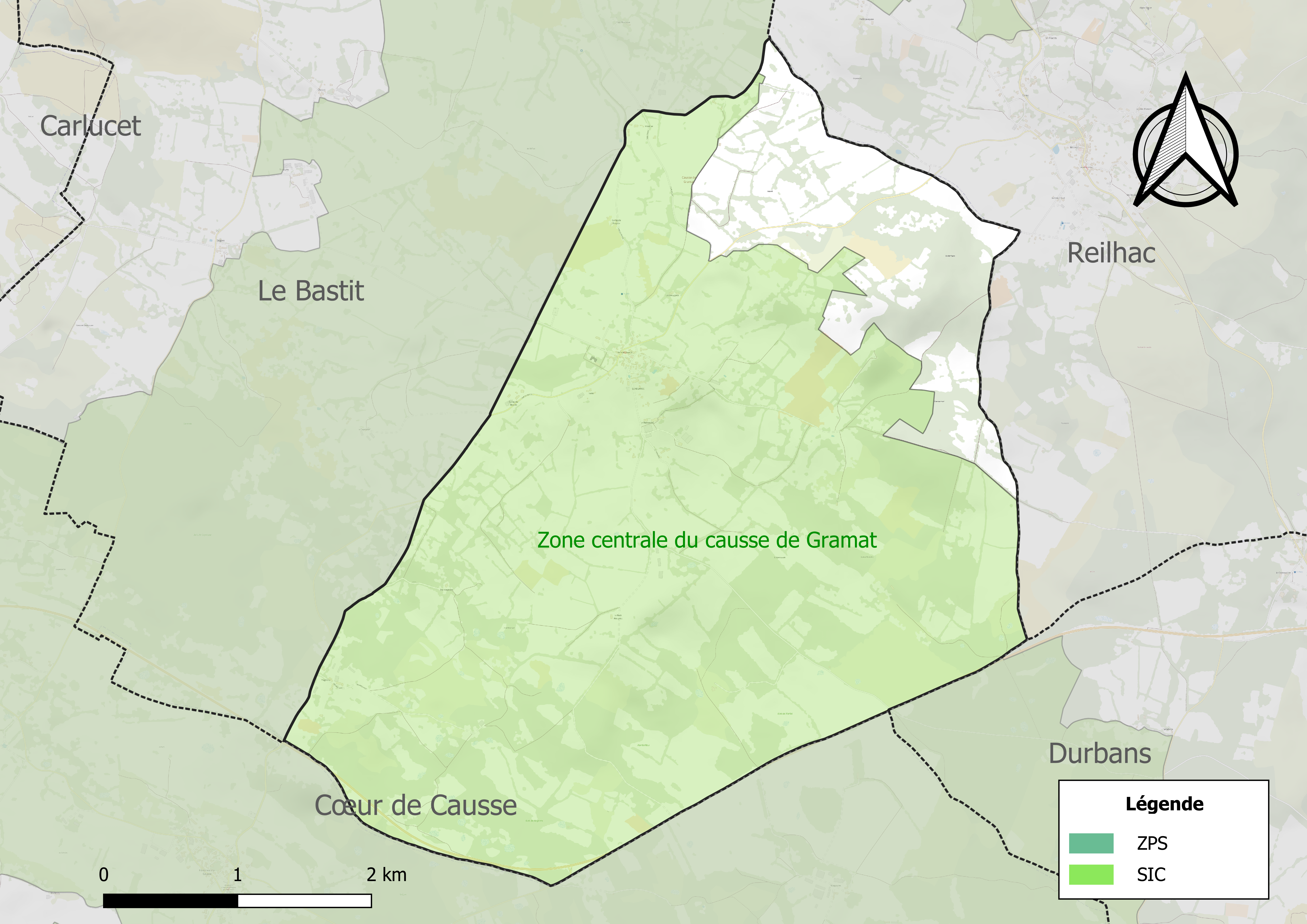
Site Natura 2000 sur le territoire communal.

Le réseau Natura 2000 est un réseau écologique européen de sites naturels d'intérêt écologique élaboré à partir des directives habitats et oiseaux, constitué de zones spéciales de conservation (ZSC) et de zones de protection spéciale (ZPS).
Un site Natura 2000 a été défini sur la commune au titre de la directive habitats : la « zone centrale du causse de Gramat », d'une superficie de 6 413 ha, un site comprenant diverses espèces remarquables d'orthoptères (Stenobothrus nigromaculatus, Arcyptera fusca, Oedaleus decorus), de lépidptères (Brenthis hecate, Chazara briseis, Polyommatus dorylas) et de coléoptères (Cyrtonus dufouri, Chrysolina femoralis, Chrysolina obscurella).

#### Zones naturelles d'intérêt écologique, faunistique et floristique

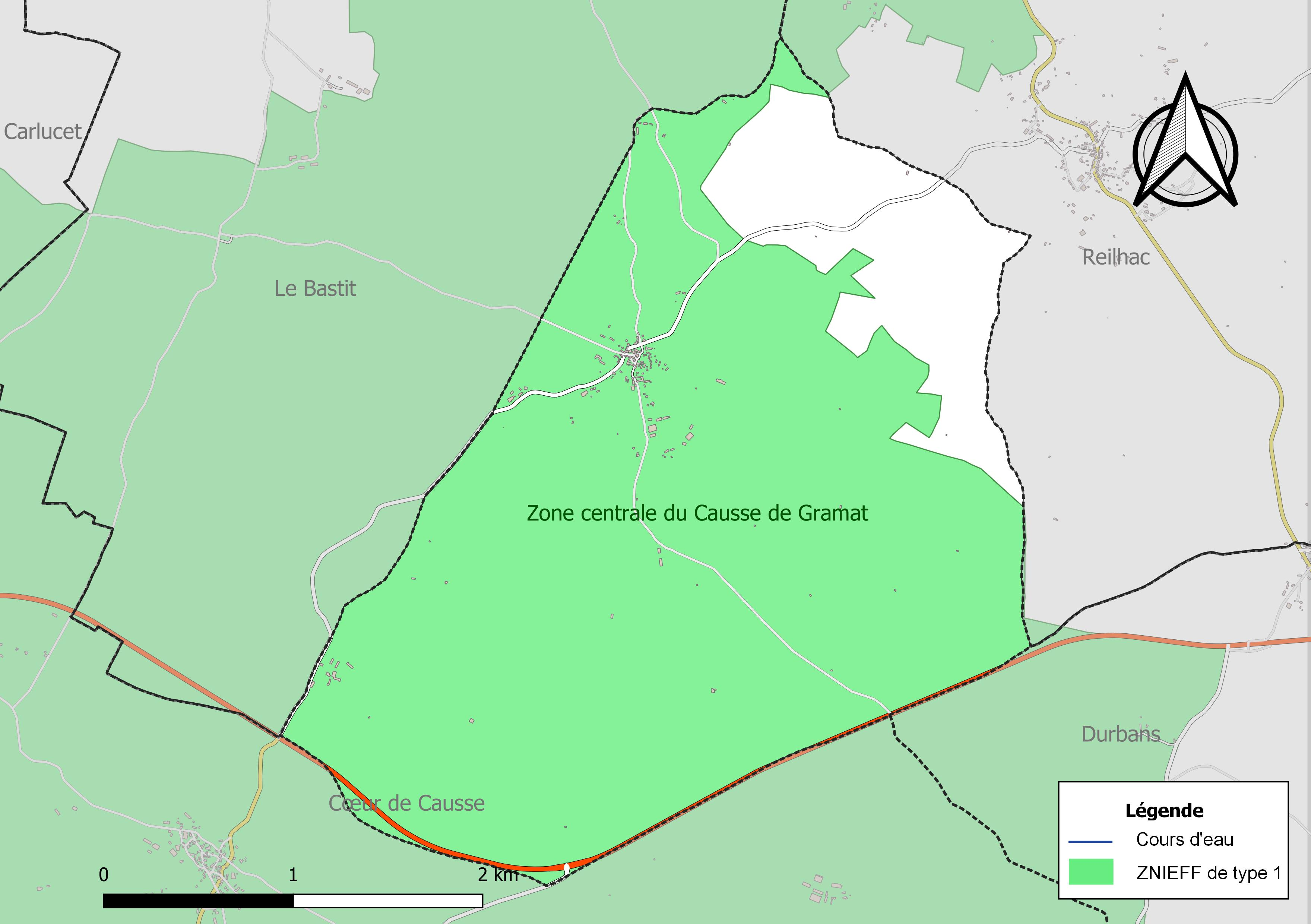
Carte de la ZNIEFF de type 1 localisée sur la commune.

L’inventaire des zones naturelles d'intérêt écologique, faunistique et floristique (ZNIEFF) a pour objectif de réaliser une couverture des zones les plus intéressantes sur le plan écologique, essentiellement dans la perspective d’améliorer la connaissance du patrimoine naturel national et de fournir aux différents décideurs un outil d’aide à la prise en compte de l’environnement dans l’aménagement du territoire.
Une ZNIEFF de type 1 est recensée sur la commune :
la « zone centrale du causse de Gramat » (7 127 ha), couvrant 11 communes du département.

## Urbanisme

### Typologie
Au 1er janvier 2024, Lunegarde est catégorisée commune rurale à habitat dispersé, selon la nouvelle grille communale de densité à sept niveaux définie par l'Insee en 2022.
Elle est située hors unité urbaine. Par ailleurs la commune fait partie de l'aire d'attraction de Gramat, dont elle est une commune de la couronne,. Cette aire, qui regroupe 18 communes, est catégorisée dans les aires de moins de 50 000 habitants,.

### Occupation des sols
L'occupation des sols de la commune, telle qu'elle ressort de la base de données européenne d’occupation biophysique des sols Corine Land Cover (CLC), est marquée par l'importance des forêts et milieux semi-naturels (62,4 % en 2018), en diminution par rapport à 1990 (64,9 %). La répartition détaillée en 2018 est la suivante : 
milieux à végétation arbustive et/ou herbacée (38 %), zones agricoles hétérogènes (37,4 %), forêts (24,4 %), prairies (0,2 %). L'évolution de l’occupation des sols de la commune et de ses infrastructures peut être observée sur les différentes représentations cartographiques du territoire : la carte de Cassini (XVIIIe siècle), la carte d'état-major (1820-1866) et les cartes ou photos aériennes de l'IGN pour la période actuelle (1950 à aujourd'hui).

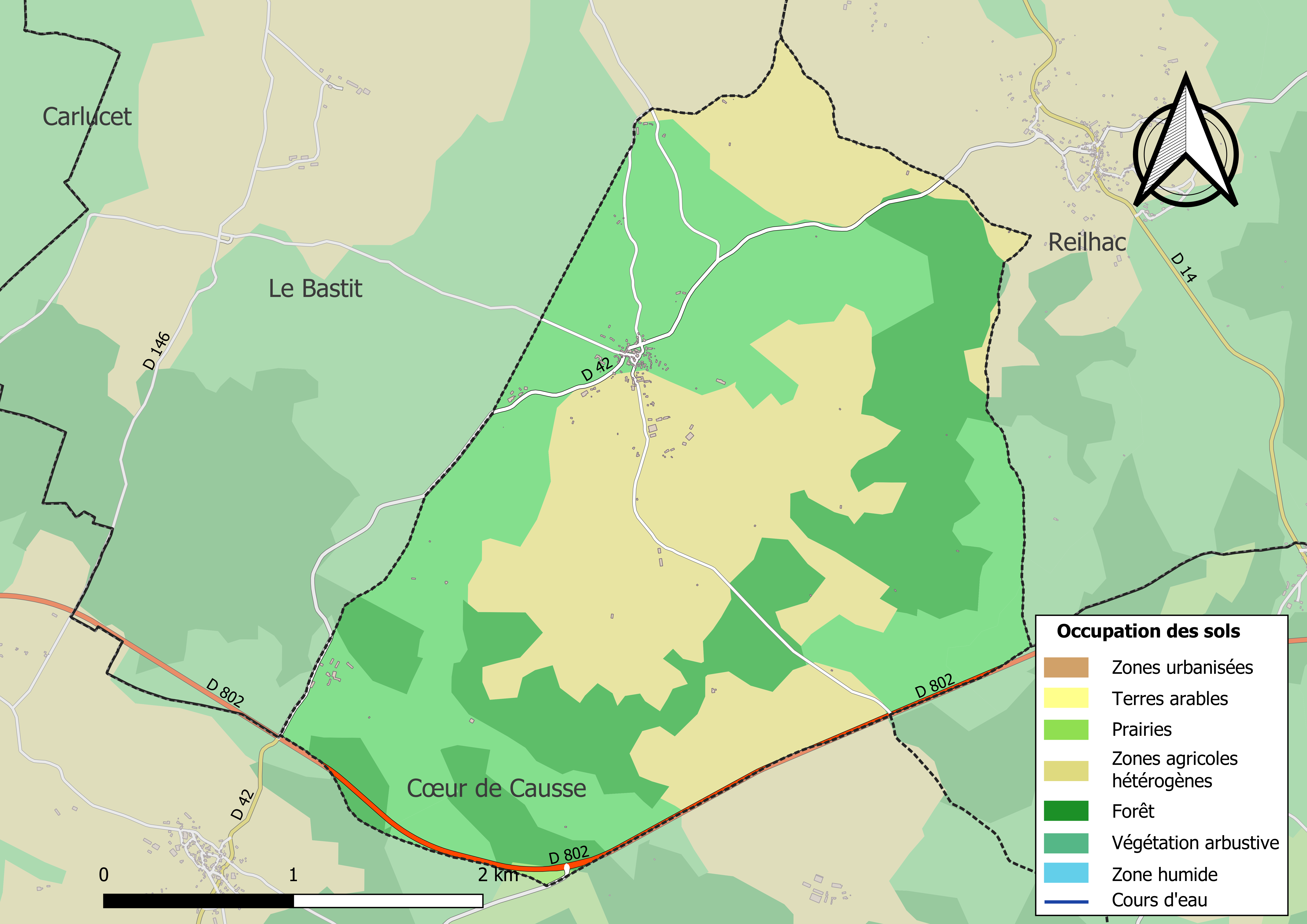
Carte des infrastructures et de l'occupation des sols de la commune en 2018 (CLC).

### Risques majeurs
Le territoire de la commune de Lunegarde est vulnérable à différents aléas naturels : météorologiques (tempête, orage, neige, grand froid, canicule ou sécheresse), feux de forêts, mouvements de terrains et séisme (sismicité très faible). Il est également exposé à un risque technologique,  le transport de matières dangereuses. Un site publié par le BRGM permet d'évaluer simplement et rapidement les risques d'un bien localisé soit par son adresse soit par le numéro de sa parcelle.

#### Risques naturels
Lunegarde est exposée au risque de feu de forêt. Un plan départemental de protection des forêts contre les incendies a été approuvé par arrêté préfectoral le 30 novembre 2015 pour la période 2015-2025. Les propriétaires doivent ainsi couper les broussailles, les arbustes et les branches basses sur une profondeur de 50 mètres, aux abords des constructions, chantiers, travaux et installations de toute nature, situées à moins de 200 mètres de terrains en nature
de bois, forêts, plantations, reboisements, landes ou friches. Le brûlage des déchets issus de l’entretien des parcs et jardins des ménages et des collectivités est interdit. L’écobuage est également interdit, ainsi que les feux de type méchouis et barbecues, à l’exception de ceux prévus dans des installations fixes (non situées sous couvert d'arbres) constituant une dépendance d'habitation.

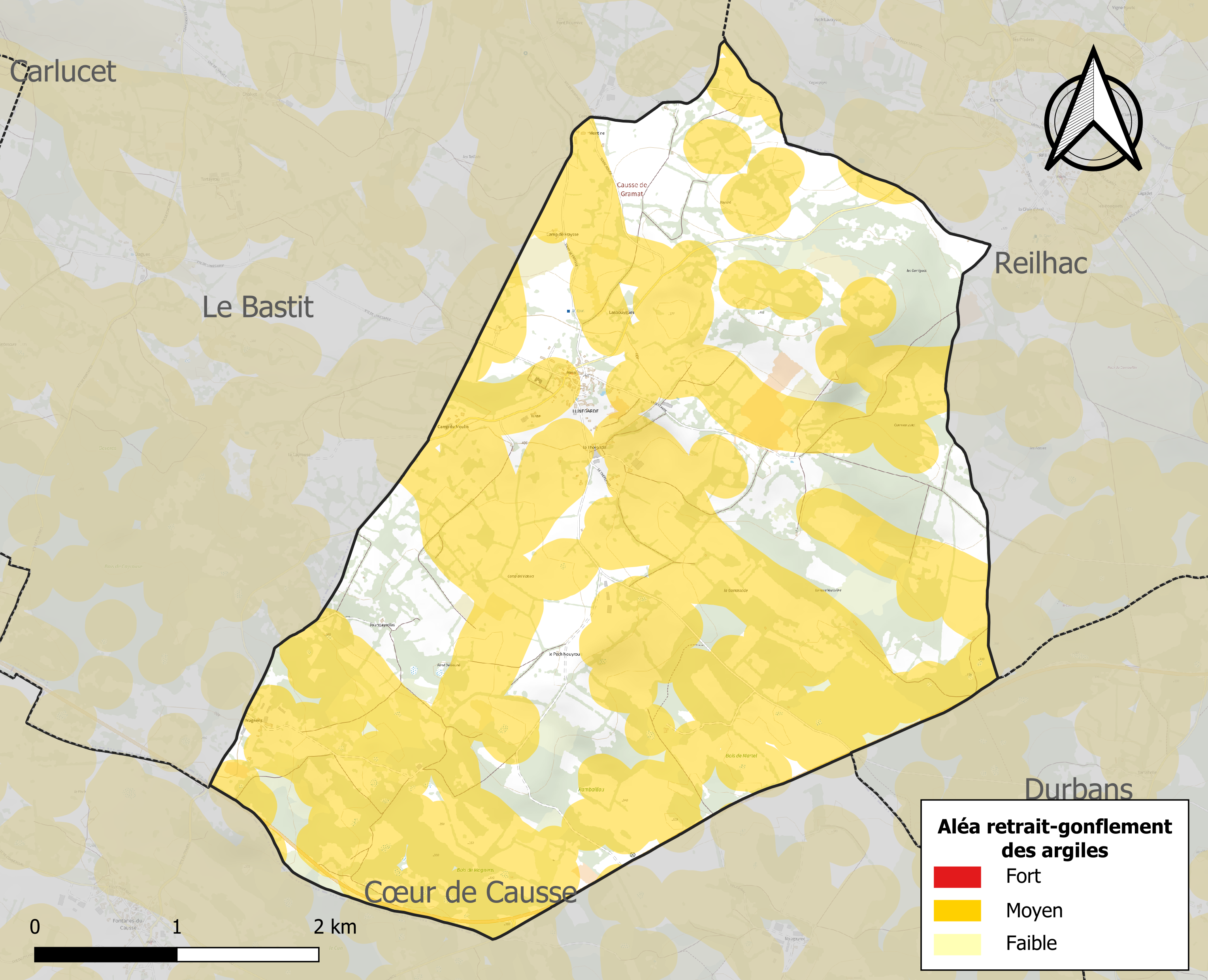
Carte des zones d'aléa retrait-gonflement des sols argileux de Lunegarde.

Les mouvements de terrains susceptibles de se produire sur la commune sont des affaissements et effondrements liés aux cavités souterraines (hors mines). Par ailleurs, afin de mieux appréhender le risque d’affaissement de terrain, l'inventaire national des cavités souterraines permet de localiser celles situées sur la commune.
Le retrait-gonflement des sols argileux est susceptible d'engendrer des dommages importants aux bâtiments en cas d’alternance de périodes de sécheresse et de pluie. 67,2 % de la superficie communale est en aléa moyen ou fort (67,7 % au niveau départemental et 48,5 % au niveau national). Sur les 79 bâtiments dénombrés sur la commune en 2019, 44 sont en aléa moyen ou fort, soit 56 %, à comparer aux 72 % au niveau départemental et 54 % au niveau national. Une cartographie de l'exposition du territoire national au retrait gonflement des sols argileux est disponible sur le site du BRGM,.
Par ailleurs, afin de mieux appréhender le risque d’affaissement de terrain, l'inventaire national des cavités souterraines permet de localiser celles situées sur la commune.
La commune a été reconnue en état de catastrophe naturelle au titre des dommages causés par les inondations et coulées de boue survenues en 1982 et 1999. Concernant les mouvements de terrains, la commune a été reconnue en état de catastrophe naturelle au titre des dommages causés par des mouvements de terrain en 1999.

#### Risques technologiques
Le risque de transport de matières dangereuses sur la commune est lié à sa traversée par une route à fort trafic. Un accident se produisant sur une telle infrastructure est susceptible d’avoir des effets graves sur les biens, les personnes ou l'environnement, selon la nature du matériau transporté. Des dispositions d’urbanisme peuvent être préconisées en conséquence.

## Toponymie
Le toponyme Lunegarde est formé de garda terme qui désigne une hauteur d'où l'on peut observer provenant du germanique wardon relatif à l'idée de guet et de luna, peut-être issu de lucum, qui désigne un bois sacré en latin.

## Histoire
En 1863, la commune de Fontanes-Lunegarde est créée à partir de sections détachées du Bastit. En 1933, Lunegarde est ensuite détachée de Fontanes qui devient Fontanes-du-Causse.

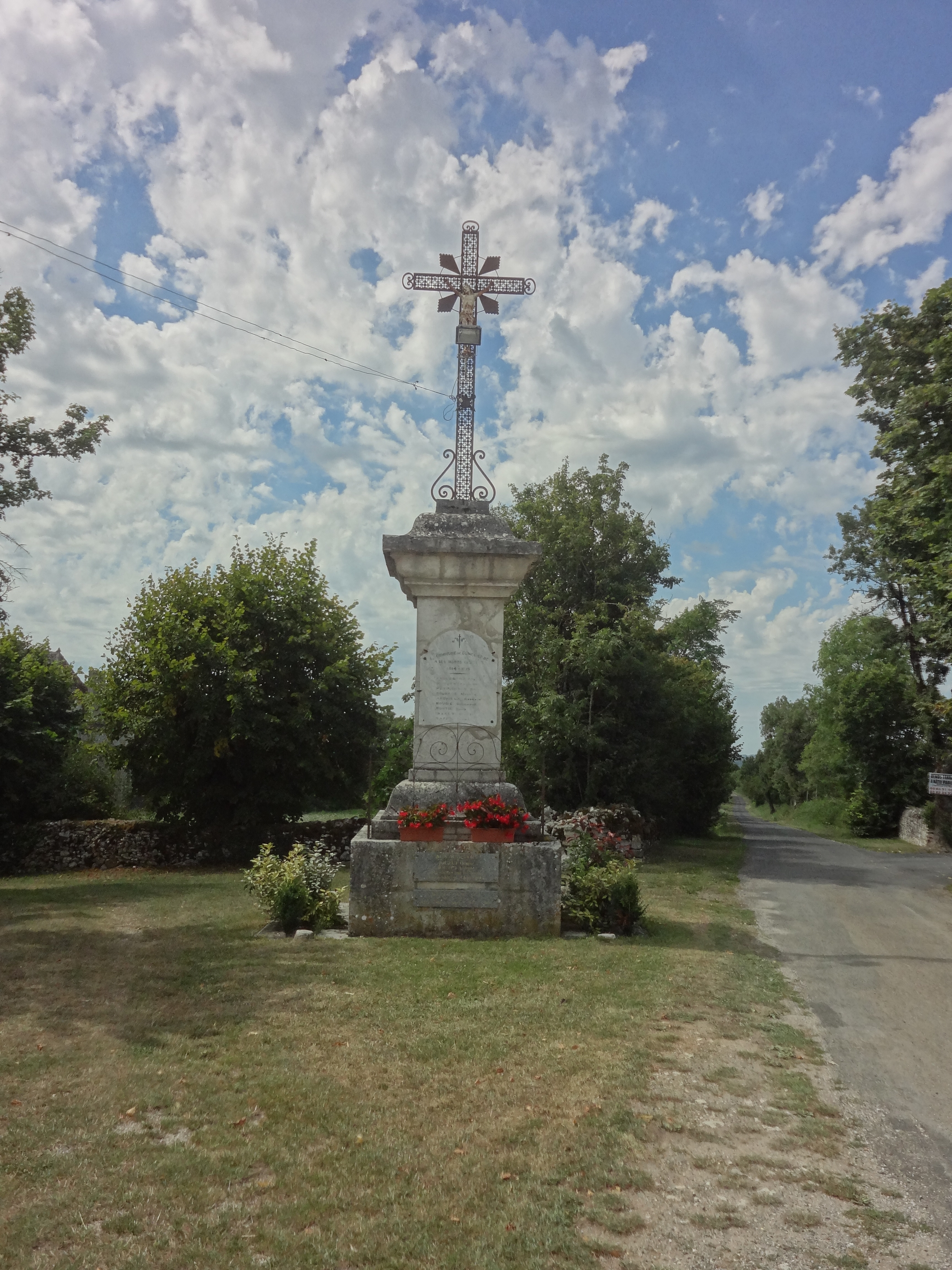
Monument aux morts de 1914-1918, sous forme de calvaire.

La commune est créée le 24 juin 1928.

## Politique et administration

### Liste des maires

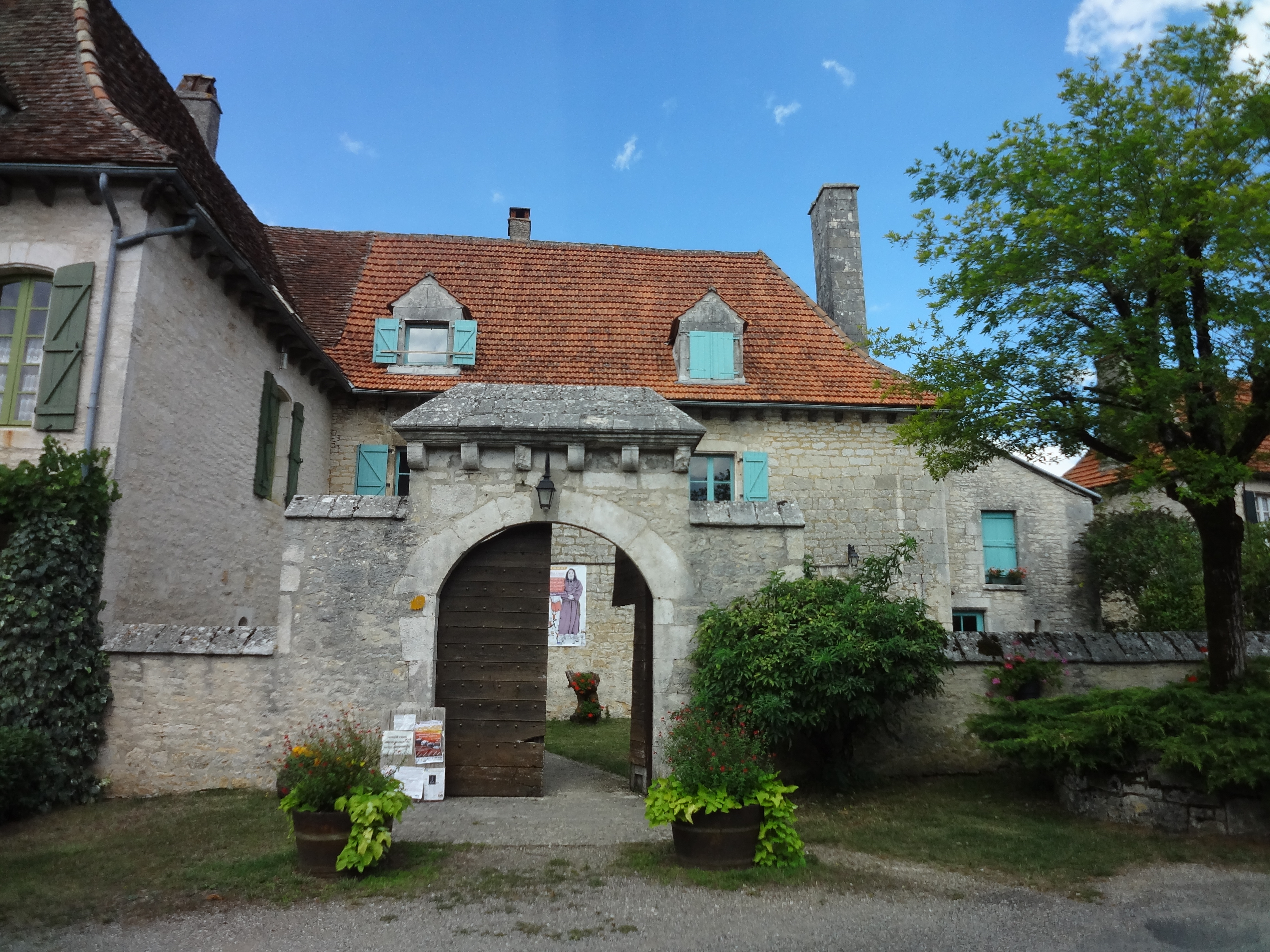
Mairie de Lunegarde.

| Période | Période | Identité            | Étiquette | Qualité                                                |
| ------- | ------- | ------------------- | --------- | ------------------------------------------------------ |
| 1944    | 1953    | Hilaire Issaly      |           | Président du comité de libération en 1944, élu en 1945 |
| 1953    | 1959    | Louis Pégourié      |           |                                                        |
| 1959    | 1970    | Pierre Pleimpon     |           |                                                        |
| 1970    | 1983    | François Peyrichoux |           |                                                        |
| 1983    | 1989    | Jean-Louis Issaly   |           |                                                        |
| 1989    | 2014    | Guy Pleimpon        |           |                                                        |
| 2014    |         | Yves Sadou          |           |                                                        |

### Finances locales
Cette section est consacrée aux finances locales de Lunegarde de 2000 à 2020.
Les comparaisons des ratios par habitant sont effectuées avec ceux des communes de moins de 250 habitants appartenant à un groupement fiscalisé (4 taxes), c'est-à-dire à la même strate fiscale.
Pour l'exercice 2020, le compte administratif du budget municipal de Lunegarde s'établit à  81 370 € en dépenses et 139 920 € en recettes :
- les dépenses se répartissent en 63 360 € de charges de fonctionnement et 18 010 € d'emplois d'investissement ;
- les recettes proviennent des 87 170 € de produits de fonctionnement et de 52 750 € de ressources d'investissement.

Pour Lunegarde en 2020, la section de fonctionnement se répartit en 63 360 €  de charges (615 € par habitant) pour 87 170 € de produits (846 € par habitant), soit un solde de la section de fonctionnement de 23 820 € (231 € par habitant) :
- le principal pôle de dépenses de fonctionnement est celui des achats et charges externes[Note 6] pour une valeur totale de 22 000 € (35 %), soit 210 € par habitant, ratio inférieur de 14 % à la valeur moyenne pour les communes de la même strate (245 € par habitant). Pour la période allant de 2016 à 2020, ce ratio fluctue et présente un minimum de 169 € par habitant en 2016 et un maximum de 314 € par habitant en 2019. Viennent ensuite les groupes des charges de personnels[Note 7] pour 33 %, des contingents[Note 8] pour 13 %, des subventions versées[Note 9] pour 6 % et finalement celui des charges financières[Note 10] pour des sommes  plus faibles ;
- la plus grande part des recettes est constituée de la dotation globale de fonctionnement (DGF)[Note 11] pour une valeur de 31 000 € (36 %), soit 305 € par habitant, ratio supérieur de 47 % à la valeur moyenne pour les communes de la même strate (208 € par habitant). En partant de 2016 et jusqu'à 2020, ce ratio fluctue et présente un minimum de 268 € par habitant en 2016 et un maximum de 305 € par habitant en 2020. Viennent ensuite des impôts locaux[Note 12] pour 17 % et des autres impôts[Note 13] pour 13 %.

La dotation globale de fonctionnement est quasiment égale à celle versée en 2019.
Les taux des taxes ci-dessous sont votés par la municipalité de Lunegarde. Ils n'ont pas varié par rapport à 2019 :
- la taxe d'habitation égale 7,45 % ;
- la taxe foncière sur le bâti égale 8,86 % ;
- celle sur le non bâti égale 74,91 %.

Cette section détaille les investissements réalisés par la commune de Lunegarde.
Les emplois d'investissement en 2020 comprenaient par ordre d'importance :
- des remboursements d'emprunts[Note 15] pour un montant de 16 000 € (89 %), soit 154 € par habitant, ratio supérieur de 79 % à la valeur moyenne pour les communes de la même strate (86 € par habitant). Depuis 5 ans, ce ratio fluctue et présente un minimum de 0 € par habitant en 2018 et un maximum de 480 € par habitant en 2019 ;
- des dépenses d'équipement[Note 16] pour un montant de 2 000 € (11 %), soit 21 € par habitant, ratio inférieur de 94 % à la valeur moyenne pour les communes de la même strate (379 € par habitant).

Les ressources en investissement de Lunegarde se répartissent principalement en :
- fonds de Compensation pour la TVA pour un montant de 16 000 € (30 %), soit 156 € par habitant, ratio supérieur de 174 % à la valeur moyenne pour les communes de la même strate (57 € par habitant). Depuis 5 ans, ce ratio fluctue et présente un minimum de 24 € par habitant en 2017 et un maximum de 155 € par habitant en 2020 ;
- subventions reçues pour une valeur de 2 000 € (4 %), soit 15 € par habitant, ratio inférieur de 90 % à la valeur moyenne pour les communes de la même strate (150 € par habitant).

L'endettement de Lunegarde au 31 décembre 2020 peut s'évaluer à partir de trois critères : l'encours de la dette, l'annuité de la dette et sa capacité de désendettement :
- l'encours de la dette pour une valeur de 25 000 €, soit 246 € par habitant, ratio inférieur de 57 % à la valeur moyenne pour les communes de la même strate (568 € par habitant). En partant de 2016 et jusqu'à 2020, ce ratio fluctue et présente un minimum de 9 € par habitant en 2016 et un maximum de 662 € par habitant en 2017 ;
- l'annuité de la dette pour un montant de 16 000 €, soit 158 € par habitant, ratio supérieur de 60 % à la valeur moyenne pour les communes de la même strate (99 € par habitant). Sur la période 2016 - 2020, ce ratio fluctue et présente un minimum de −16 € par habitant en 2018 et un maximum de 482 € par habitant en 2019 ;
- la capacité d'autofinancement (CAF) pour une valeur de 24 000 €, soit 231 € par habitant, ratio inférieur de 12 % à la valeur moyenne pour les communes de la même strate (263 € par habitant). Pour la période allant de 2016 à 2020, ce ratio fluctue et présente un minimum de −15 € par habitant en 2018 et un maximum de 231 € par habitant en 2020. La capacité de désendettement est d'environ un an en 2020. Sur une période de 21 années, ce ratio présente un minimum de moins d'un an en 2006 et un maximum très élevé, de plus de 50 années en 2010.

|                                                                    |
| Valeurs en années · Lunegarde, : Ratio = Encours de la dette / CAF |

## Démographie
L'évolution du nombre d'habitants est connue à travers les recensements de la population effectués dans la commune depuis 1793. Pour les communes de moins de 10 000 habitants, une enquête de recensement portant sur toute la population est réalisée tous les cinq ans, les populations de référence des années intermédiaires étant quant à elles estimées par interpolation ou extrapolation. Pour la commune, le premier recensement exhaustif entrant dans le cadre du nouveau dispositif a été réalisé en 2005.

En 2022, la commune comptait 94 habitants, en évolution de −6 % par rapport à 2016 (Lot : +1,31 %, France hors Mayotte : +2,11 %).
| 1793 | 1800 | 1931 | 1936 | 1946 | 1954 | 1962 | 1968 | 1975 |
| ---- | ---- | ---- | ---- | ---- | ---- | ---- | ---- | ---- |
| 312  | 327  | 101  | 92   | 87   | 94   | 85   | 81   | 72   |

| 1982 | 1990 | 1999 | 2005 | 2006 | 2010 | 2015 | 2020 | 2022 |
| ---- | ---- | ---- | ---- | ---- | ---- | ---- | ---- | ---- |
| 63   | 64   | 73   | 69   | 70   | 90   | 99   | 93   | 94   |

## Économie

### Emploi
|                | 2008  | 2013   | 2018   |
| -------------- | ----- | ------ | ------ |
| Commune        | 3,8 % | 16,4 % | 15,2 % |
| Département    | 7,3 % | 8,9 %  | 9,6 %  |
| France entière | 8,3 % | 10 %   | 10 %   |

En 2018, la population âgée de 15 à 64 ans s'élève à 49 personnes, parmi lesquelles on compte 93,5 % d'actifs (78,2 % ayant un emploi et 15,2 % de chômeurs) et 6,5 % d'inactifs,. En  2018, le taux de chômage communal (au sens du recensement) des 15-64 ans est supérieur à celui du département et de la France, alors qu'en 2008 la situation était inverse.
La commune fait partie de la couronne de l'aire d'attraction de Gramat, du fait qu'au moins 15 % des actifs travaillent dans le pôle,. Elle compte 9 emplois en 2018, contre 10 en 2013 et 12 en 2008. Le nombre d'actifs ayant un emploi résidant dans la commune est de 38, soit un indicateur de concentration d'emploi de 24,6 % et un taux d'activité parmi les 15 ans ou plus de 55,8 %.
Sur ces 38 actifs de 15 ans ou plus ayant un emploi, 7 travaillent dans la commune, soit 19 % des habitants. Pour se rendre au travail, 86,2 % des habitants utilisent un véhicule personnel ou de fonction à quatre roues, 8,2 % s'y rendent en deux-roues, à vélo ou à pied et 5,6 % n'ont pas besoin de transport (travail au domicile).

### Activités hors agriculture
6 établissements sont implantés  à Lunegarde au 31 décembre 2019.
Le secteur de l'industrie manufacturière, des industries extractives et autres est prépondérant sur la commune puisqu'il représente 66,7 % du nombre total d'établissements de la commune (4 sur les 6 entreprises implantées  à Lunegarde), contre 14 % au niveau départemental.

### Agriculture
|               | 1988 | 2000 | 2010  | 2020  |
| ------------- | ---- | ---- | ----- | ----- |
| Exploitations | 10   | 6    | 6     | 3     |
| SAU (ha)      | 636  | 587  | 1 152 | 1 212 |

La commune est dans les Causses », une petite région agricole occupant une grande partie centrale du département du Lot. En 2020, l'orientation technico-économique de l'agriculture  sur la commune est l'élevage d'ovins ou de caprins. Trois exploitations agricoles ayant leur siège dans la commune sont dénombrées lors du recensement agricole de 2020 (dix en 1988). La superficie agricole utilisée est de 1 212 ha,,.

## Culture locale et patrimoine

### Lieux et monuments
Lunegarde possède plusieurs monuments :

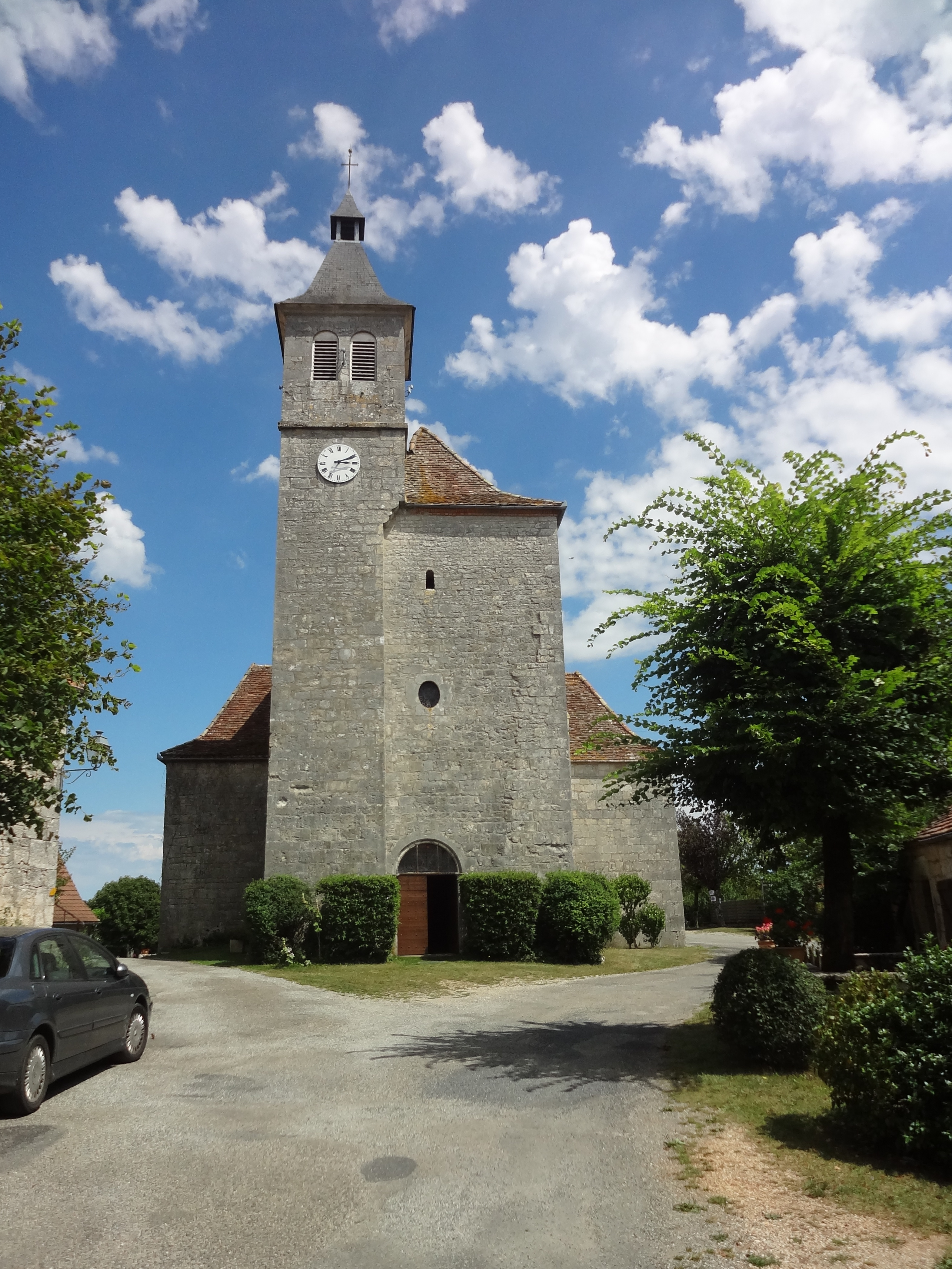
Église Saint-Julien.

- L'église Saint-Julien de Lunegarde abrite une collection de vêtements liturgiques. Les peintures murales de l'église sont inscrites au titre des monuments historiques[40]. Plusieurs objets sont référencés dans la base Palissy[40].
- Le décor intérieur du château de Lunegarde est inscrit au titre des monuments historiques[41].

### Personnalités liées à la commune
Pierre Benoit a publié le roman Lunegarde en 1942. Une partie de l'intrigue se déroule à Lunegarde.

#### Site de l'Insee
1. ↑  « La grille communale de densité », sur le site de l'Insee, 28 mai 2024 (consulté le 28 juin 2024).
2. 1 2  Insee, « Métadonnées de la commune de Lunegarde ».
3. ↑  « Liste des communes composant l'aire d'attraction de Gramat », sur le site de l'Insee (consulté le 28 juin 2024).
4. ↑  Marie-Pierre de Bellefon, Pascal Eusebio, Jocelyn Forest, Olivier Pégaz-Blanc et Raymond Warnod (Insee), « En France, neuf personnes sur dix vivent dans l’aire d’attraction d’une ville », sur le site de l'Insee, 21 octobre 2020 (consulté le 28 juin 2024).
5. 1 2  « Emp T1 - Population de 15 à 64 ans par type d'activité en 2018 à Lunegarde » (consulté le 5 février 2022).
6. ↑  « Emp T1 - Population de 15 à 64 ans par type d'activité en 2018 dans le Lot » (consulté le 5 février 2022).
7. ↑  « Emp T1 - Population de 15 à 64 ans par type d'activité en 2018 dans la France entière » (consulté le 5 février 2022).
8. ↑  « Base des aires d'attraction des villes 2020 », sur site de l'Insee (consulté le 10 avril 2021).
9. ↑  « Emp T5 - Emploi et activité en 2018 à Lunegarde » (consulté le 5 février 2022).
10. ↑  « ACT T4 - Lieu de travail des actifs de 15 ans ou plus ayant un emploi qui résident dans la commune en 2018 » (consulté le 5 février 2022).
11. ↑  « ACT G2 - Part des moyens de transport utilisés pour se rendre au travail en 2018 » (consulté le 5 février 2022).
12. ↑  « DEN T5 - Nombre d'établissements par secteur d'activité au 31 décembre 2019 à Lunegarde » (consulté le 14 février 2022).
13. ↑  « DEN T5 - Nombre d'établissements par secteur d'activité au 31 décembre 2019 dans le Lot » (consulté le 14 février 2022).

### Autres références
1. ↑  Carte IGN sous Géoportail
2. 1 2  Daniel Joly, Thierry Brossard, Hervé Cardot, Jean Cavailhes, Mohamed Hilal et Pierre Wavresky, « Les types de climats en France, une construction spatiale », Cybergéo, revue européenne de géographie - European Journal of Geography, no 501,‎ 18 juin 2010 (DOI 10.4000/cybergeo.23155, lire en ligne, consulté le 14 novembre 2023)
3. ↑  « Zonages climatiques en France métropolitaine. », sur pluiesextremes.meteo.fr (consulté le 14 novembre 2023).
4. ↑  « Station Météo-France commune de Faycelles) - fiche climatologique - période 1991-2020 », sur donneespubliques.meteofrance.fr (consulté le 14 novembre 2023).
5. ↑  « Station Météo-France commune de Lunegarde) - fiche de métadonnées. », sur donneespubliques.meteofrance.fr (consulté le 14 novembre 2023).
6. ↑  « Climadiag Commune : diagnostiquez les enjeux climatiques de votre collectivité. », sur meteofrance.fr, novembre 2022 (consulté le 14 novembre 2023).
7. ↑  « Les espaces protégés. », sur le site de l'INPN (consulté le 10 mai 2022).
8. ↑  « Liste des espaces protégés sur la commune », sur le site de l'inventaire national du patrimoine naturel (consulté le 2 septembre 2021).
9. ↑  « Le parc naturel régional des Causses du Quercy – charte 2012-2024 »(Archive.org • Wikiwix • Archive.is • Google • Que faire ?), sur parc-causses-du-quercy.fr (consulté le 8 mai 2021).
10. ↑  [PDF]« Le parc naturel régional des Causses du Quercy – charte 2012-2024 - le rapport »(Archive.org • Wikiwix • Archive.is • Google • Que faire ?), sur parc-causses-du-quercy.fr (consulté le 8 mai 2021).
11. ↑  « - fiche descriptive », sur le site de l'inventaire national du patrimoine naturel (consulté le 1er septembre 2021).
12. ↑  « le géoparc des Causses du Quercy »(Archive.org • Wikiwix • Archive.is • Google • Que faire ?), sur le site des Géoparks de l'Unesco (consulté le 26 août 2021).
13. ↑  « Géoparc des Causses du Quercy - fiche descriptive », sur le site de l'inventaire national du patrimoine naturel (consulté le 1er septembre 2021).
14. ↑  « Réserve de biosphère du bassin de la Dordogne », sur mab-france.org (consulté le 2 septembre 2021).
15. ↑  « Bassin de la Dordogne - zone de transition - fiche descriptive », sur le site de l'inventaire national du patrimoine naturel (consulté le 1er septembre 2021).
16. ↑  Réseau européen Natura 2000, Ministère de la transition écologique et solidaire
17. ↑  « Liste des zones Natura 2000 de la commune de Lunegarde », sur le site de l'Inventaire national du patrimoine naturel (consulté le 2 septembre 2021).
18. ↑  « site Natura 2000 FR7300909 - fiche descriptive », sur le site de l'inventaire national du patrimoine naturel (consulté le 2 septembre 2021).
19. ↑  « Liste des ZNIEFF de la commune de Lunegarde », sur le site de l'Inventaire national du patrimoine naturel (consulté le 2 septembre 2021).
20. ↑  « ZNIEFF la « zone centrale du causse de Gramat » - fiche descriptive », sur le site de l'inventaire national du patrimoine naturel (consulté le 2 septembre 2021).
21. ↑  « CORINE Land Cover (CLC) - Répartition des superficies en 15 postes d'occupation des sols (métropole). », sur le site des données et études statistiques du ministère de la Transition écologique. (consulté le 14 avril 2021).
22. 1 2  « Les risques près de chez moi - commune de Lunegarde », sur Géorisques (consulté le 17 octobre 2022).
23. ↑  BRGM, « Évaluez simplement et rapidement les risques de votre bien », sur Géorisques (consulté le 13 septembre 2022).
24. ↑  « Dossier départemental des risques majeurs dans le Lot », sur lot.gouv.fr (consulté le 13 septembre 2022).
25. ↑  « Dossier départemental des risques majeurs dans le Lot », sur lot.gouv.fr (consulté le 13 septembre 2022), chapitre Mouvements de terrain.
26. 1 2  « Liste des cavités souterraines localisées sur la commune de Lunegarde », sur georisques.gouv.fr (consulté le 13 septembre 2022).
27. ↑  « Retrait-gonflement des argiles », sur le site de l'observatoire national des risques naturels (consulté le 13 septembre 2022).
28. ↑  « Dossier départemental des risques majeurs dans le Lot », sur lot.gouv.fr (consulté le 13 septembre 2022), chapitre Risque transport de matières dangereuses.
29. ↑  Gaston Bazalgues, « Les noms des communes du Parc », Les cahiers scientifiques du Parc naturel régional des Causses du Quercy, vol. 1,‎ 2014, p. 114 (lire en ligne)
30. ↑  Gaston Bazalgues, À la découverte des noms de lieux du Quercy : Toponymie lotoise, Gourdon, Éditions de la Bouriane et du Quercy, juin 2002, 127 p. (ISBN 2-910540-16-2), p. 111.
31. 1 2  Des villages de Cassini aux communes d'aujourd'hui sur le site de l'École des hautes études en sciences sociales.
32. ↑  « Les maires de Lunegarde », sur francegenweb.org, 19 février 2011 (consulté le 16 août 2016).
33. ↑  L'organisation du recensement, sur insee.fr.
34. ↑  Calendrier départemental des recensements, sur insee.fr.
35. ↑  Fiches Insee - Populations de référence de la commune pour les années 2006, 2007, 2008, 2009, 2010, 2011, 2012, 2013, 2014, 2015, 2016, 2017, 2018, 2019, 2020, 2021 et 2022.
36. ↑  « Les régions agricoles (RA), petites régions agricoles(PRA) - Année de référence : 2017 », sur agreste.agriculture.gouv.fr (consulté le 14 février 2022).
37. ↑  Présentation des premiers résultats du recensement agricole 2020, Ministère de l’agriculture et de l’alimentation, 10 décembre 2021
38. ↑  « Fiche de recensement agricole - Exploitations ayant leur siège dans la commune de Lunegarde - Données générales », sur recensement-agricole.agriculture.gouv.fr (consulté le 14 février 2022).
39. ↑  Communauté de communes de Labastide-Murat : Découvrez Lunegarde
40. 1 2  « Église paroissiale », notice no PA00095298, sur la plateforme ouverte du patrimoine, base Mérimée, ministère français de la Culture.
41. ↑  « Château », notice no PA00095308, sur la plateforme ouverte du patrimoine, base Mérimée, ministère français de la Culture.